# Hamburg Hauptbahnhof
Hamburg Hauptbahnhof er hovedbanegården i Hamburg, Tyskland.
Hamburg Hauptbahnhof blev indviet i 1906. Forinden havde byen flere mindre stationer omkring byens centrum. Den første jernbane i byen åbnede i 1842. Stationerne i byen var Berliner Bahnhof (indviet 1846), Lübecker Bahnhof (indviet 1865), Klosterthor (indviet 1866) og Hannöverscher Bahnhof (indviet 1872). Den nye hovedbanegård blev bygget efter en konkurrence, der blev udskrevet i 1900. På det tidspunkt fandtes allerede Hauptbahnhof Altona, men indtil Groß-Hamburg-Gesetz blev vedtaget i 1937 var Altona stadig en selvstændig by. 
Der kører InterCityExpress-tog fra Hamburg Hauptbahnhof til København og InterCity til Aarhus.